# Socialdemokratiske Parti (Andorra)
Det Socialdemokratiske Parti (catalansk: Partit Socialdemòcrata, PS) er et socialdemokratisk politisk parti i Andorra.